# Carlo Gemmellaro
Carlo Gemellaro, né le 14 novembre 1787 à Nicolosi et mort à Catane le 22 octobre 1866, est un chirurgien, volcanologue et naturaliste italien.

## Biographie
Frère du géologue Mario Gemmellaro (it), il est diplômé de médecine et de chirurgie en 1808 de l'Université de Catane et exerce durant sept année comme chirurgien dans des régiments de la British Army engagés contre Napoléon. Avec des officiers anglais, il fait des excursions géologiques dans les îles Éoliennes, notamment à Vulcano et à Stromboli. Il visite des régions de la Sardaigne, de l'Afrique du Nord, de la France, des îles Baléares, de la Corse, des Champs Phlégréens et du Vésuve puis se rend en Angleterre où, à Londres, il entre en contact avec John Playfair et James Hall alors étudiants en vulcanologie et géologie ainsi qu'avec le botaniste James Edward Smith, fondateur et premier président de la Linnean Society of London.
Il participe à une série de conférences en géologie à la Royal Institution en avril-juin 1812, durant lesquelles Humphry Davy propose une théorie chimique des phénomènes volcaniques, l'illustrant par un modèle de cône volcanique dans lequel il provoque des éruptions artificielles. Gemmellaro rembarque entre 1813 et 1817, voyageant d'un bout à l'autre de l'Europe il peut étudier, collecter et cataloguer roches, minéraux et fossiles. De retour à Catane en 1817, il se spécialise dans l'étude systématique de l'Etna et des territoires de la Sicile orientale bordant le volcan, où il a fait construire avec des officiers anglais dès 1811 la Casa Gemmellaro ou Casa Inglese qui apparait dans le roman d'Alexandre Dumas Le Speronare (1843) et dans le roman de Jules Verne (qui emprunte à Dumas sa description), où Gemellaro est mentionné (partie 3, chapitre VII), Mathias Sandorf.
Il reformule les théories sur la formation de la grande dépression du côté oriental de l'édifice volcanique connu sous le nom de Valle del Bove,, correctement attribuée par lui et son frère Mario à l'effondrement d'un cône volcanique archaïque. Par l'intermédiaire de l'Accademia Gioenia (it) des sciences naturelles, créée en 1824 et dont il est un des fondateurs,, il publie les résultats de ses recherches, donnant une impulsion à la géologie, alors presque inconnue en Sicile, fondant à Catane une école géologique de renommée européenne.
Professeur d'histoire naturelle à l'université de Catane, puis de géologie et de minéralogie, à partir de 1830, et, à partir de 1852, uniquement de géologie, il collabore également à la construction du jardin botanique de l'université avec Francesco Tornabene (it) et Lorenzo Maddem (it). Il y occupe ensuite des postes administratifs jusqu'à en devenir recteur en 1847.
Lorsque le volcan de l'île de Ferdinandea émerge en 1831, il s'empresse de l'étudier et dessine également des tableaux en perspective. En 1832, à l'Université de Catane, il établit l'Observatoire météorologique, l'équipant d'instruments, comme un pluviomètre de sa propre invention. Il a également doté l'Université de Catane d'un Cabinet d'histoire naturelle.

## Affiliations
Il était membre, entre autres, de l'Académie des Lyncéens, du Collège royal de chirurgie, du Muséum Senckenberg et de la Société géologique de France.

## Publications
- 1847 : Saggio sulla costituzione fisica dell'Etna, Catane
- 1859-1860 : La Vulcanologia dell'Etna
- 1862 : Sommi capi di una storia della geologia sino a tutto il secolo XVIII pei quali si detegge che le vere basi di questa scienza sono state fondate dagli Italiani, Catane
- 1865 : Un addio al maggior vulcano di Europa